# Pseudosybroides flavescens
Pseudosybroides flavescens là một loài bọ cánh cứng trong họ Cerambycidae.